# Edward Davy
Edward Davy (Ottery St Mary, Devonshire, 16 de junio de 1806 - Malmsbury, Australia, 26 de enero de 1885) fue un médico, científico e inventor inglés que desempeñó un papel destacado en el desarrollo de la telegrafía e inventó un relé eléctrico.

## Biografía
Davy nació en Ottery St Mary, Devonshire, Inglaterra, hijo de Thomas Davy (médico y cirujano de la casa en Guy's Hospital, Londres). Edward Davy fue educado en una escuela dirigida por su tío materno en  Tower Street, Londres. Luego fue aprendiz de C. Wheeler, cirujano domiciliario en el Hospital de San Bartolomé. Davy ganó el premio de botánica en 1825, fue licenciado por la Worshipful Society of Apothecaries en 1828 y por el Royal College of Surgeons en 1829. Poco después de graduarse Davy comenzó a comerciar como químico operativo bajo el nombre de Davy & Co. En 1836, publicó un pequeño libro Experimental Guide to Chemistry [Guía experimental de química], al final del cual había un catálogo de productos suministrados por su empresa.
Davy publicó  Outline of a New Plan of Telegraphic Communication [Esbozo de un nuevo plan de comunicación telegráfica] en 1836 y llevó a cabo experimentos telegráficos el año siguiente. Demostró el funcionamiento del telégrafo a lo largo de una milla de cable en Regent's Park. En 1837, probó un modelo operativo del telégrafo en Exeter Hall. En 1838 se le concedió una patente para su telégrafo. Sin embargo, pronto se vio obligado a abandonar sus investigaciones de telegrafía por motivos personales. Su patente fue adquirida por Electric Telegraph Company en 1847 por £ 600. Davy también inventó un relé eléctrico. Usó una aguja magnética que se sumergía en un contacto de mercurio cuando una corriente eléctrica pasaba a través de la bobina circundante. En reconocimiento de esto, fue elegido en 1885 como miembro honorario de la  Society of Telegraph Engineers [Sociedad de Ingenieros Telegráficos] y fue informado de ello por telégrafo poco antes de su muerte.
En 1838, Davy emigró a Australia del Sur sin su primera esposa e hijo. Fue editor del Adelaide Examiner de junio a julio de 1842 y fue elegido presidente del Port Adelaide Mechanics 'Institute en su reunión inaugural en 1851.  Davy fue director y gerente de Adelaide Smelting Company y se convirtió en jefe de análisis de la Government Assay Office [Oficina de Evaluación del Gobierno] en Adelaida en febrero de 1852.
Davy fue nombrado maestro de análisis en Melbourne en julio de 1853 hasta que la oficina fue abolida en octubre de 1854. Durante un corto tiempo, comenzó a trabajar en las granjas cerca de Malmsbury, y luego se mudó allí, donde ejerció como médico durante el resto de su vida. Fue tres veces alcalde de Malmbury.